# Hipótesis (lógica)
En lógica matemática una hipótesis es una fórmula de la que se parte para alcanzar finalmente otra fórmula mediante deducciones válidas. Es decir, en la demostración de una fórmula, las hipótesis son el conjunto de afirmaciones adicionales que se añaden al conjunto de axiomas. Luego se aplican reglas de inferencia para determinar si la fórmula es deducible del conjunto formado por axiomas e hipótesis. Cuando una fórmula A se sigue deductivamente de un conjunto de hipótesis H1,...,Hn, en un sistema de axiomas y reglas de inferencia S, escribimos:
{\displaystyle H_{1},\dots ,H_{n}\vdash _{S}A}
Un teorema es una fórmula que se sigue de los axiomas sin hipótesis adicionales, lo cual se escribe formalmente:
{\displaystyle \varnothing \vdash A}
O simplemente:
{\displaystyle \vdash A}
En matemática una hipótesis es una conjetura.
En estadística también se llama hipótesis a cualquier afirmación o conjetura que determina, total o parcialmente, la distribución de una o varias variables de la población estudiada.